# (8034) Akka
(8034) Akka (oznaczenie prowizoryczne: 1992 LR) – planetoida z grupy Amora okrążająca Słońce w ciągu 2,48 lat w średniej odległości 1,83 j.a. Odkryta 3 czerwca 1992 roku przez Carolyn i Eugene'a Shoemaker.